# Teste de Simon
O teste de Simon é um teste simples para identificar aminas secundárias como MDMA (ecstasy) e metanfetamina, originando uma solução azul. Ele é geralmente realizado após o uso dos reagentes de Mecke ou de Marquis para diferenciar as duas substâncias supracitadas da anfetamina e da MDA.

## Caráter químico
O reagente normalmente consiste em duas partes:
- Uma mistura de nitroprussiato de sódio 2% e acetaldeído 2% em água (solução A)[4]
- Uma solução de carbonato de sódio 2% em água (solução B)[4]

O armazenamento separado do aldeído e do sal de hidrólise básica é necessário para evitar a polimerização aldólica do aldeído.
Quando exposto a uma amina, o acetaldeído reage produzindo uma enamina que, posteriormente, reage com o nitroprussiato de sódio formando uma imina. Finalmente, o sal de imínio é hidrolisado formando o complexo de Simon-Awe (de coloração azul brilhante).
O acetaldeído pode ser substituído por acetona, caso em que o reagente detecta aminas primárias, originando um produto de cor púrpura.

### Método prático
Uma gota de cada solução (A e B) é pingada sobre a substância que está sendo testada, fazendo com que as duas soluções se misturem para a obtenção do resultado do teste.